# SStB – Cilli bis Monfalcone
Die SStB – Cilli bis Monfalcone waren Dampflokomotiven der Südlichen Staatsbahn (SStB) Österreich-Ungarns.

## Geschichte

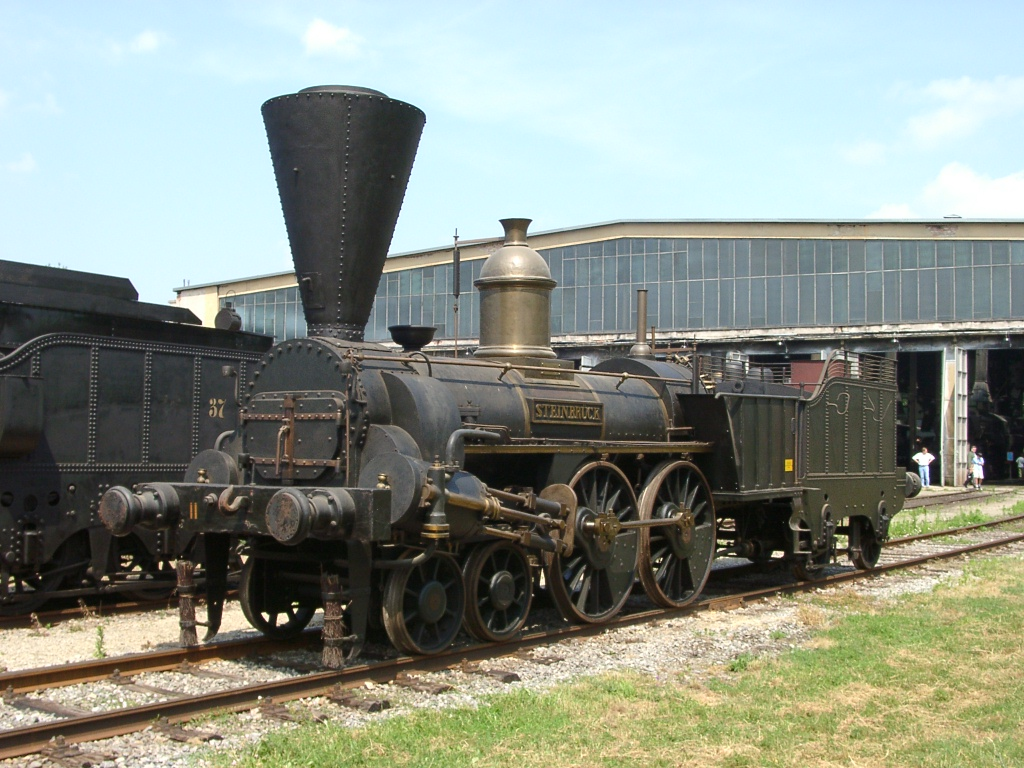
Lokomotive Steinbrück, Eisenbahnmuseum Strasshof

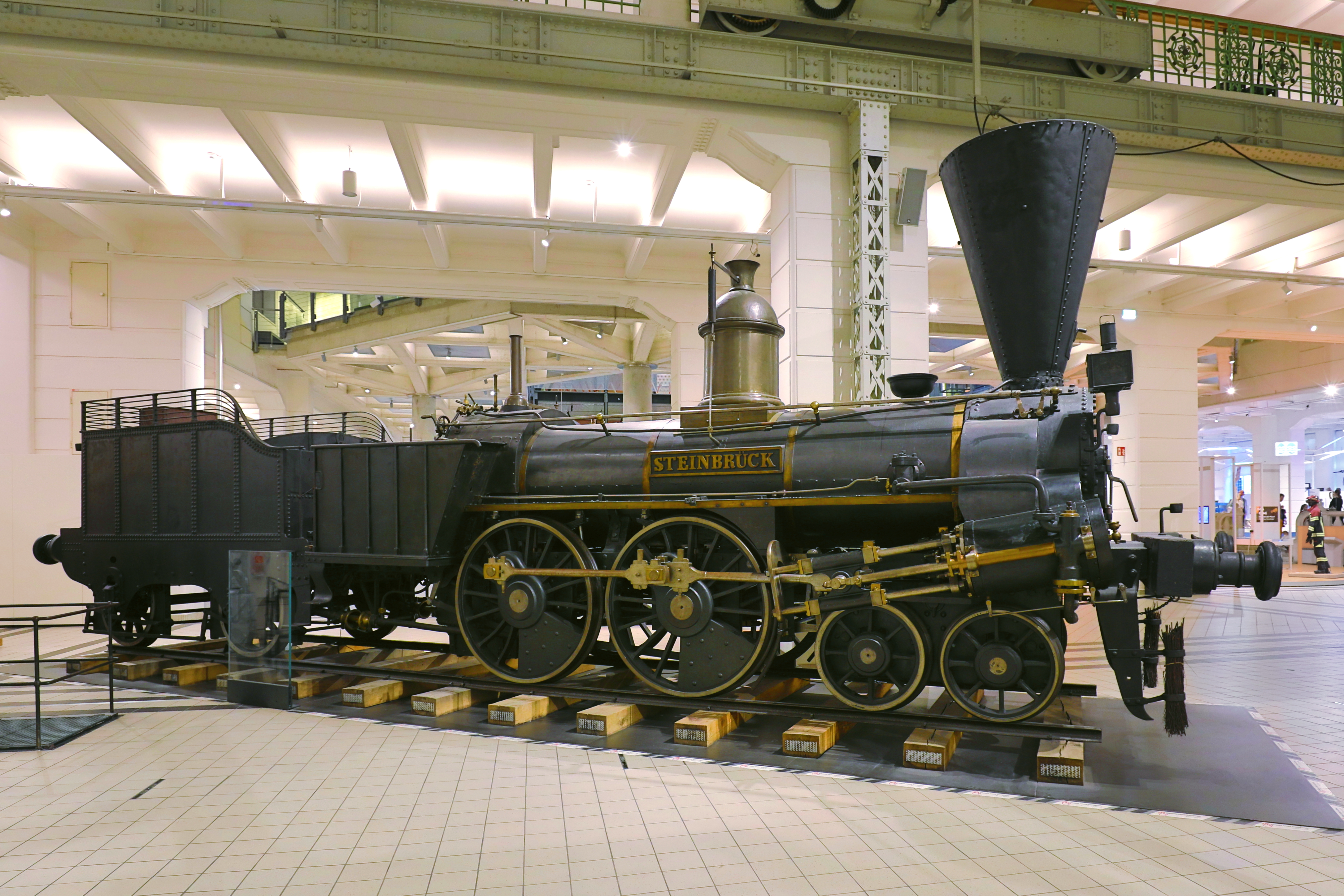
Lokomotive Steinbrück; älteste erhaltene Dampflok österreichischer Fertigung

Die 22 Lokomotiven wurden von der Lokomotivfabrik der WRB 1848 (14 Stück) und 1850 (acht Stück) geliefert.
Sie waren unter dem Namen Kleine Gloggnitzer bekannt, da sie sich auf der „Bergstrecke“ von Wiener Neustadt bis Gloggnitz sehr gut bewährten.
(Die anschließende Semmeringbahn war ja noch nicht gebaut.)
Die Fahrzeuge erhielten die Namen CILLI, STEINBRÜCK, TÜFFER, ROHITSCH, KLAGENFURT, TREFFEN, SAGOR, PREVALI, REICHSVERWESER (später WOLFSBERG), FERLACH, RANN, ADELSBERG, ZIRKNITZ, PONTAFEL, EIBISWALD, SAN, JUDENBURG, GÖRZ, BLEIBURG, GRADISCA, DUINO und MONFALCONE.
Die Lokomotiven dieser Reihe kamen 1858 im Zuge der Privatisierung österreichischer Staatsbahnen zur Südbahngesellschaft, die ihnen die Nummern 809–830 und die Reihennummer 15a zuwies.
Die MONFALCONE wurde 1861 als Werkslokomotive an die Prager Eisenindustrie-Gesellschaft verkauft.
Die Ausmusterung der restlichen Maschinen erfolgte bis 1865, wobei die zuletzt vorhandenen Maschinen bereits länger abgestellt waren, da sie nicht mehr in das neue Reihenschema von 1864 aufgenommen wurden.
Sieben Fahrzeuge wurden 1864 an die Graz-Köflacher Eisenbahn (GKB) zunächst vermietet, fünf davon später verkauft.
Im Detail waren dies die CILLI, die STEINBRÜCK, die PREVALI, die WOLFSBERG (früher REICHSVERWESER) und die FERLACH.
Bei der GKB erhielten sie die Namen GRAZ, SÖDING, LIEBOCH, KREMS und KAINACH.
Gemeinsam mit der MUR bildeten diese fünf Maschinen die GKB-Nummern 1–6.
Nur vermietet, jedoch bereits ausgemustert, bevor sie verkauft werden konnten, wurden die GÖRZ und die JUDENBURG.
Heute befindet sich die SÖDING, zurückversetzt in den Ursprungszustand mit dem Namen STEINBRÜCK, im Südbahnmuseum Mürzzuschlag.